# První list Korintským

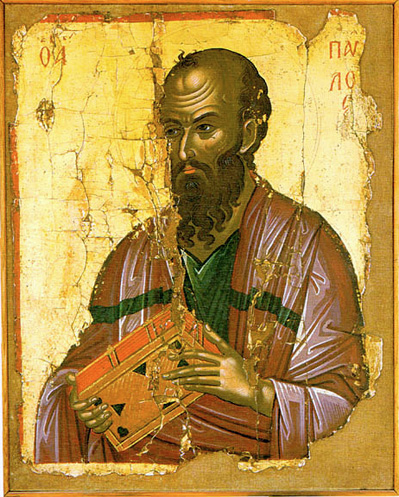
Svatý Pavel z Tarsu

První list Korintským (zkratka 1K nebo 1Kor) je součást Nového zákona, jeden z listů apoštola Pavla, o jehož autorství se nikdy nepochybovalo. Byl napsán řecky, snad roku 54 v Efesu, a už kolem roku 150 jej cituje Markionův kánon jako církví uznanou knihu.
Pavel, který církev v Korintu před několika lety založil (Sk 18,10-17), píše svůj list jako výraz starosti nad tím, co se v ní mezitím děje. Stěžuje si na nejednotu a spory uvnitř církve (1K 1,10-4,21), na upadlé mravy (1K 5,1-6,20) a ve druhé části (1K 7-15) rozvíjí čtyři témata křesťanského učení: o manželství, o křesťanské svobodě, o bohoslužbě a o vzkříšení Krista. Závěrečné pozdravy mají dodat jeho radám i osobní důraz.
13. kapitola listu (tzv. Hymnus o lásce) je jednou z nejcitovanějších částí Bible a dočkala se i vícero zhudebnění (např. Hymn o miłości od Antoniny Krzysztoń).

## Citát
„Kdybych mluvil jazyky lidskými i andělskými, ale lásku bych neměl, jsem jenom dunící kov a znějící zvon.
Kdybych měl dar proroctví, rozuměl všem tajemstvím a obsáhl všecko poznání, ano kdybych měl tak velikou víru, že bych hory přenášel, ale lásku bych neměl, nic nejsem.
A kdybych rozdal všecko, co mám, ano kdybych vydal sám sebe k upálení, ale lásku bych neměl, nic mi to neprospěje.
Láska je trpělivá, laskavá, nezávidí, láska se nevychloubá a není domýšlivá.
Láska nejedná nečestně, nehledá svůj prospěch, nedá se vydráždit, nepočítá křivdy.
Nemá radost ze špatnosti, ale vždycky se raduje z pravdy.
Ať se děje cokoliv, láska vydrží, láska věří, láska má naději, láska vytrvá.
Láska nikdy nezanikne.“
1Kor 13, 1–8 (Kral, ČEP)